# Saison 2021 de l'équipe cycliste EF Education-Nippo
La saison 2021 de l'équipe cycliste EF Education-Nippo est la dix-septième de cette équipe.

## Coureurs et encadrement technique

### Arrivées et départs
| Coureur         | Provenance                               | Durée contrat |
| --------------- | ---------------------------------------- | ------------- |
| Daniel Arroyave | Team Novak                               | 2021-2022     |
| William Barta   | CCC Team                                 | 2021          |
| Fumiyuki Beppu  | NIPPO DELKO One Provence                 | 2021          |
| Diego Camargo   | Colombia Tierra de Atletas-GW Bicicletas | 2021-2022     |
| Simon Carr      | NIPPO DELKO One Provence                 | 2021-2022     |
| Julien El Fares | NIPPO DELKO One Provence                 | 2021-2022     |
| Hideto Nakane   | NIPPO DELKO One Provence                 | 2021          |
| Michael Valgren | NTT Pro Cycling                          | 2021-2022     |

| Coureur              | Nouvelle équipe        | Durée contrat |
| -------------------- | ---------------------- | ------------- |
| Sean Bennett         | Qhubeka Assos          | 2021-2022     |
| Simon Clarke         | Qhubeka Assos          | 2021          |
| Kristoffer Halvorsen | Uno-X Pro              | 2021-2022     |
| Tanel Kangert        | BikeExchange           | 2021-2022     |
| Daniel Martínez      | Ineos Grenadiers       | 2021          |
| Sep Vanmarcke        | Israel Start-Up Nation | 2021-2023     |
| Luis Villalobos      |                        |               |
| Michael Woods        | Israel Start-Up Nation | 2021-2023     |

### Effectif de la saison
| Coureur          | Date de Nais.              | Equipe en 2020             | Cont. |
| ---------------- | -------------------------- | -------------------------- | ----- |
| Daniel Arroyave  | 19 juin 2000 (21 ans)      | Team Novak                 | 2022  |
| William Barta    | 4 janvier 1996 (25 ans)    | CCC Team                   | 2021  |
| Fumiyuki Beppu   | 4 janvier 1996 (25 ans)    | NIPPO DELKO One Provence   | 2021  |
| Alberto Bettiol  | 29 octobre 1993 (28 ans)   | EF Pro Cycling             | 2023  |
| Stefan Bissegger | 13 septembre 1998 (23 ans) | EF Pro Cycling             | 2022  |
| Jonathan Caicedo | 28 avril 1993 (28 ans)     | EF Pro Cycling             | 2021  |
| Diego Camargo    | 3 mai 1998 (23 ans)        | Colombia Tierra de Atletas | 2022  |
| Simon Carr       | 29 août 1998 (23 ans)      | NIPPO DELKO One Provence   | 2022  |
| Hugh Carthy      | 9 juillet 1994 (27 ans)    | EF Pro Cycling             | 2023  |
| Magnus Cort      | 16 janvier 1993 (28 ans)   | EF Pro Cycling             | 2023  |
| Lawson Craddock  | 20 février 1992 (29 ans)   | EF Pro Cycling             | 2021  |
| Mitchell Docker  | 2 octobre 1986 (35 ans)    | EF Pro Cycling             | 2021  |
| Julien El Fares  | 1er juin 1985 (36 ans)     | NIPPO DELKO One Provence   | 2022  |
| Ruben Guerreiro  | 6 juillet 1994 (27 ans)    | EF Pro Cycling             | 2022  |
| Sergio Higuita   | 1er août 1997 (24 ans)     | EF Pro Cycling             | 2021  |

| Coureur             | Date de Nais.             | Equipe en 2020  | Cont. |
| ------------------- | ------------------------- | --------------- | ----- |
| Moreno Hofland      | 31 août 1991 (30 ans)     | EF Pro Cycling  | 2021  |
| Alex Howes          | 1er janvier 1988 (33 ans) | EF Pro Cycling  | 2021  |
| Jens Keukeleire     | 23 novembre 1988 (33 ans) | EF Pro Cycling  | 2021  |
| Sebastian Langeveld | 17 janvier 1985 (36 ans)  | EF Pro Cycling  | 2021  |
| Lachlan Morton      | 2 janvier 1992 (29 ans)   | EF Pro Cycling  | 2021  |
| Hideto Nakane       | 2 mai 1990 (31 ans)       | NIPPO DELKO     | 2021  |
| Logan Owen          | 25 mars 1995 (26 ans)     | EF Pro Cycling  | 2021  |
| Neilson Powless     | 3 septembre 1996 (25 ans) | EF Pro Cycling  | 2024  |
| Jonas Rutsch        | 24 janvier 1998 (23 ans)  | EF Pro Cycling  | 2021  |
| Thomas Scully       | 14 janvier 1990 (31 ans)  | EF Pro Cycling  | 2021  |
| Rigoberto Urán      | 6 janvier 1987 (34 ans)   | EF Pro Cycling  | 2022  |
| Michael Valgren     | 7 février 1992 (29 ans)   | NTT Pro Cycling | 2022  |
| Julius van den Berg | 23 octobre 1996 (25 ans)  | EF Pro Cycling  | 2021  |
| Tejay Van Garderen  | 12 août 1988 (33 ans)     | EF Pro Cycling  | 2021  |
| James Whelan        | 11 juillet 1996 (25 ans)  | EF Pro Cycling  | 2021  |

## Champions nationaux, continentaux et mondiaux
| Date         | Course                                          | Maillot | Coureurs        | Pays       | Lieu      |
| ------------ | ----------------------------------------------- | ------- | --------------- | ---------- | --------- |
| 17 juin 2021 | Championnats des États-Unis du contre-la-montre |         | Lawson Craddock | États-Unis | Knoxville |